# 메카닉 디자인

메카닉 디자인(영어: mechanic design, 일본어: メカニックデザイン)은 애니메이션 제작진의 직책명 중 하나이다.

## 개요
애니메이션이나 SF 작품 뿐만 아니라 작품 중에 등장하는 로봇, 전투기, 전함, 총기 등의 가상의 디자인, 또는 애니메이션 제작용으로 어레인지된 실존하는 기계를 디자인하는 담당자를 메카닉 디자이너라고 부른다. 예전에는 미술감독이나 애니메이터가 메카닉 디자이너를 겸임했지만, 1970년대 후반 무렵부터 독립적인 직책이 되었다. 일본 최초의 독립적인 메카닉 디자이너는 《기동전사 건담》의 디자인으로 유명한 오오카와라 쿠니오이다. 2000년대에 들어 애니메이션에서는 총기 디자인, 장식품 디자인과 같이 직책을 세분화하는 경향이 있다.

## 같이 보기
- 일본의 애니메이션